# The House of Blue Light
The House of Blue Light —en español: La casa de luz azul— es el duodécimo álbum de estudio de la banda británica de hard rock Deep Purple, publicado en 1987. Es el segundo disco publicado por la formación clásica de la banda (Blackmore, Gillan, Lord, Paice y Glover) desde la reconciliación del grupo en 1984.
La creación de este álbum fue un proceso largo y dificultoso. Ritchie Blackmore señaló que la mayoría de las canciones habían sido grabadas más de una vez debido en parte a las constantes discusiones de los miembros sobre cuestiones musicales. Esto fue remarcado por Gillan quien dijo que no sentía el espíritu de la banda en este trabajo. Los temas "Call of the Wild" y "Bad Attitude" fueron editados en videoclips para apoyar la difusión del álbum.
En su versión en LP, varias de las canciones son más cortas que en el CD. La reedición de 1999 incluyó las versiones del LP, con la correspondiente reducción en el tiempo total.

## Lista de canciones
Todas las canciones compuestas por Gillan, Blackmore y Glover, excepto donde se indique:
1. "Bad Attitude" (Blackmore, Gillan, Glover, Jon Lord) – 4:43 (5:04 en versión original)
2. "The Unwritten Law" (Blackmore, Gillan, Glover, Ian Paice) – 4:34 (4:54 en versión original)
3. "Call of the Wild" (Gillan, Blackmore, Glover, Lord) – 4:50 (4:48 en versión original)
4. "Mad Dog" – 4:29 (4:36 en versión original)
5. "Black and White" (Blackmore, Gillan, Glover, Lord) – 3:39 (4:39 en versión original)
6. "Hard Lovin' Woman" – 3:24 (3:25 en versión original)
7. "The Spanish Archer" – 4:56 (5:32 en versión original)
8. "Strangeways" – 5:56 (7:35 en versión original)
9. "Mitzi Dupree" – 5:03 (5:05 en versión original)
10. "Dead or Alive" – 4:42 (5:01 en versión original)

## Personal
- Ritchie Blackmore - guitarra
- Ian Gillan - voz, conga, armónica
- Roger Glover - bajo, sintetizador
- Jon Lord - órgano, teclados
- Ian Paice - batería

- Datos: Q741212